# Tramontana
Tramontana (lat. trānsmontānus: preko planina) ili tramuntana i tremontana jest hladan, suh vjetar koji se spušta s planina sjevernoga Sredozemlja i jadranskoga priobalja. Na Jadranu ima sve karakteristike bure, no nije mahovit (ne mijenja naglo smjer i brzinu) i nikada ne dostiže njezinu jačinu. Zbog položaja jadranske obale i karakteristika tramontane i bure ponekad je vrlo teško odrediti koji od ova dva vjetra puše. Tramontana je uglavnom praćena vedrim vremenom, premda ovo pravilo ima brojne iznimke u Istri i oko Dubrovnika, što se može iščitati u izreci iz Šepurine: Tremuntana škura - jugo dura; tremuntana čista - o' juga ništa. Dalje od obale je jača i stvara velike valove. Na području Kvarnera oštra se zimska tramuntana naziva kvarnara. Na cijelom Jadranu uvriježena je izreka Tramuntana - bura parićana. Tramontanu spominje i Mavro Vetranić te navodi:
Kad li s kraja sjever dune
ali plaha tramuntana,
oči mi su suza pune,
gdi prah lijeta sa svih strana.
Premda tramontanu vole jedrličari, ona zna biti vrlo neugodana pa i opasna u jedrenju:
Ki ne zna ča je idriti po tremuntani, i to vako u grožju (brod pun grožđa u doba jematve), otine zna ča je vrag.
Pojam Tramuntana koristio se (i još se ponegdje koristi) u figurativnom smislu. Tako se izrazom Izgubiti tramuntanu smatra "izgubiti glavu, prisebnost, sabranost, sposobnost rasuđivanja, uspaničiti se".

## Vanjske poveznice
|  | Zajednički poslužitelj ima još gradiva o temi Tramontana |